# ハーヴィー・ナイニンガー
ハーヴィー・ハーロウ・ナイニンガー（Harvey Harlow Nininger、1887年1月17日 - 1986年3月1日）はアメリカ合衆国の隕石学者、隕石収集家である。学問的な興味を得ていなかった隕石の収集と研究のパイオニアである。
カンザス州のコンウェイ・スプリングスに生まれた。マクファーソン大学を卒業後、同大学の生物学の教師だった1923年に火球を目撃し、落下した隕石の探索を行ったことから隕石の科学的研究への興味を引き起こした。当時としては最大の隕石の個人的コレクションを造り上げた。アメリカ隕石博物館を、1942年から1953年はアリゾナ州のメテオクレーターの近くに設立し、1953年から1960年はアリゾナ州セドナに設立した。
ナイニンガー・コレクションの1部は1958年に大英博物館に売却され、コレクションの大部分は1960年にアリゾナ州立大学に売却されてASU博物館の分館として公開されている。
小惑星(2421) ナイニンガーに命名されている。また、隕石に含まれる鉱物ニニンジャライトも彼に因んで命名された。

## 関連書籍
- 『隕石コレクター』リチャード・ノートン著、江口あとか訳（築地書館）